# Sofian-Trubaiovca, Ismail
Sofian-Trubaiovca (în ucraineană Саф'яни, transliterat: Safeanî) este localitatea de reședință a comuna Sofian-Trubaiovca din raionul Ismail, regiunea Odesa, Ucraina. Are 2,962 locuitori, preponderent ucraineni.
Satul este situat la o altitudine de 30 metri, în partea centrală a raionului Ismail, pe malul nord-vestic al lacului Sofian. El se află la o distanță de 8 km est de centrul raional Ismail.
Până în anul 1947 satul a purtat denumirea oficială de Sofian-Trubaiovca (în ucraineană Соф'яни), în acel an el fiind redenumit Safiani.

## Istoric
Satul Sofian-Trubaiovca a fost întemeiat în a doua jumătate a secolului al XVIII-lea. El este menționat în cântecul popular ucrainean "Am fost la ancoră" (în ucraineană Ой стояли ми да на якорі), care se referă la asaltul asupra cetății Ismail executat de către trupele ruse de sub comanda generalului Aleksandr Suvorov în 1790. În localitate s-a aflat cartierul general al trupelor ruse.
Prin Tratatul de pace de la București, semnat pe 16/28 mai 1812, între Imperiul Rus și Imperiul Otoman, la încheierea războiului ruso-turc din 1806 – 1812, Rusia a ocupat teritoriul de est al Moldovei dintre Prut și Nistru, pe care l-a alăturat Ținutului Hotin și Basarabiei/Bugeacului luate de la turci, denumind ansamblul Basarabia (în 1813) și transformându-l într-o gubernie împărțită în zece ținuturi (Hotin, Soroca, Bălți, Orhei, Lăpușna, Tighina, Cahul, Bolgrad, Chilia și Cetatea Albă, capitala guberniei fiind stabilită la Chișinău).
Pentru a-și consolida stăpânirea asupra Basarabiei, autoritățile țariste au sprijinit începând de la începutul războiului stabilirea în sudul Basarabiei a familiilor de imigranți bulgari și găgăuzi din sudul Dunării, precum și a rascolnicilor, aceștia primind terenuri de la ocupanții ruși ai Basarabiei. În satul Sofian-Trubaiovca s-au stabilit coloniști ruși-lipoveni și ucraineni.
În urma Tratatului de la Paris din 1856, care încheia Războiul Crimeii (1853-1856), Rusia a retrocedat Moldovei o fâșie de pământ din sud-vestul Basarabiei (cunoscută sub denumirea de Cahul, Bolgrad și Ismail). În urma acestei pierderi teritoriale, Rusia nu a mai avut acces la gurile Dunării. În urma Unirii Moldovei cu Țara Românească din 1859, acest teritoriu a intrat în componența noului stat România (numit până în 1866 "Principatele Unite ale Valahiei și Moldovei").
În urma Tratatului de pace de la Berlin din 1878, România a fost constrânsă să cedeze Rusiei sudul Basarabiei. În perioada de până la primul război mondial, s-au intensificat nemulțumirile țăranilor săraci cauzate de lipsa pământului. În decembrie 1917, activiștii bolșevici au preluat conducerea în sat. Intervenția armatei române a dus la înăbușirea rebeliunii bolșevice și la pacificarea localității.
După Unirea Basarabiei cu România la 27 martie 1918, satul Sofian-Trubaiovca a făcut parte din componența României, în Plasa Fântâna Zânelor a județului Ismail. Pe atunci, populația era formată din ucraineni și ruși, în proporții aproximativ egale. La recensământul din 1930, s-a constatat că din cei 2.560 locuitori din sat, 1.271 erau ucraineni (49.65%), 1.250 ruși-lipoveni (48.83%), 24 români (0.94%) și 12 bulgari.
În perioada interbelică, satul s-a aflat în aria de interes a activiștilor bolșevici din URSS, aici existând un comitet revoluționar clandestin. Mai mulți săteni au participat la Răscoala de la Tatarbunar din 1924, organizată de bolșevicii din URSS. În urma înăbuțirii revoltei, 8 localnici au fost arestați. În 1925, poliția a arestat alte 4 persoane acuzate de legături cu organizația comunistă clandestină din satul Cubei. În 1930, poliția a descoperit și desființat organizația comunistă din sat, cinci dintre membrii săi fiind aduși în fața justiției și condamnați la închisoare în 1932.
Ca urmare a Pactului Ribbentrop-Molotov (1939), Basarabia, Bucovina de Nord și Ținutul Herța au fost anexate de către URSS la 28 iunie 1940. După ce Basarabia a fost ocupată de sovietici, Stalin a dezmembrat-o în trei părți. Astfel, la 2 august 1940, a fost înființată RSS Moldovenească, iar părțile de sud (județele românești Cetatea Albă și Ismail) și de nord (județul Hotin) ale Basarabiei, precum și nordul Bucovinei și Ținutul Herța au fost alipite RSS Ucrainene. La 7 august 1940, a fost creată regiunea Ismail, formată din teritoriile aflate în sudul Basarabiei și care au fost alipite RSS Ucrainene .
În perioada 1941-1944, toate teritoriile anexate anterior de URSS au reintrat în componența României. Apoi, cele trei teritorii au fost reocupate de către URSS în anul 1944 și integrate în componența RSS Ucrainene, conform organizării teritoriale făcute de Stalin după anexarea din 1940, când Basarabia a fost ruptă în trei părți. Un număr de 196 localnici au luptat în cel de-al doilea război mondial, 110 dintre ei murind pe front. Partizanii sovietici F.I. Pogrebnoi (Ф.И. Погребной) și M.F. Kozacenko (М.Ф. Козаченко) împreună cu locuitori din satele învecinate au luptat împotriva armatei române, fiind arestați de jandarmi și închiși.
În anul 1947, autoritățile sovietice au schimbat denumirea oficială a satului din cea de Sofian-Trubaiovca în cea de Safiani. În anul 1954, Regiunea Ismail a fost desființată, iar localitățile componente au fost incluse în Regiunea Odesa.
Începând din anul 1991, satul Sofian-Trubaiovca face parte din raionul Ismail al regiunii Odesa din cadrul Ucrainei independente. În prezent, satul are 2.962 locuitori, preponderent ucraineni.

## Economie
Locuitorii satului Sofian-Trubaiovca se ocupă în principal cu agricultura. Se cultivă cereale și se cresc bovine. Ferma din sat se ocupă cu producția de lapte. De asemenea, funcționează un gater și o întreprindere de producere a țiglei.

## Demografie
Componența lingvistică a comunei Sofian-Trubaiovca
     Ucraineană (82,78%)
     Rusă (11,92%)
     Bulgară (2,77%)
     Română (1,69%)
     Alte limbi (0,6%)
Conform recensământului din 2001, majoritatea populației comunei Sofian-Trubaiovca era vorbitoare de ucraineană (82,78%), existând în minoritate și vorbitori de rusă (11,92%), bulgară (2,77%) și română (1,69%).
1930: 2.560 (recensământ) 
1940: 3.018 (estimare)
2001: 2.962 (recensământ)

## Obiective turistice
- Monumentul lui V.I. Lenin
- Monumentul lui V.I. Ceapaev
- Monumentul eroilor sovietici din Marele Război pentru Apărarea Patriei
- Obeliscul ridicat pe movila unde s-a aflat cartierul general al trupelor ruse în ajunul asaltului asupra cetății Ismail în 1790